# Lista odcinków serialu Przekraczając granice
Poniżej znajduje się lista odcinków serialu telewizyjnego Przekraczając granice. Premiera serialu miała miejsce we Włoszech 14 czerwca 2013 roku na włoskim kanale Rai 2, a dziewięć dni później premiera serialu odbyła się w Stanach Zjednoczonych 23 czerwca 2013 roku na antenie NBC. W Polsce serial zadebiutował 16 września 2013 roku na kanale AXN.
| Sezon | Sezon | Odcinki | Oryginalna emisja | Oryginalna emisja | Oryginalna emisja    | Oryginalna emisja | Oryginalna emisja |
| Sezon | Sezon | Odcinki | Premiera sezonu   | Finał sezonu      | Premiera sezonu      | Finał sezonu      |                   |
| ----- | ----- | ------- | ----------------- | ----------------- | -------------------- | ----------------- | ----------------- |
|       | 1     | 10      | 23 czerwca 2013   | 18 sierpnia 2013  | 16 września 2013     | 11 listopada 2013 |                   |
|       | 2     | 12      | 15 sierpnia 2014  | 15 sierpnia 2014  | 22 września 2014     | 15 grudnia 2014   |                   |
|       | 3     | 12      | 2015              | brak danych       | 12 października 2015 | brak danych       |                   |

## Sezon 1 (2013)
| Nr  | #   | Tytuł                         | Reżyseria       | Scenariusz            | Premiera         | Premiera AXN         |
| --- | --- | ----------------------------- | --------------- | --------------------- | ---------------- | -------------------- |
| 1,2 | 1–2 | Pilot                         | Daniel Percival | Edward Allen Bernero  | 23 czerwca 2013  | 16 września 2013     |
| 3   | 3   | The Terminator                | Laurent Barès   | Christopher Smith     | 30 czerwca 2013  | 23 września 2013     |
| 4   | 4   | Long-Haul Predators           | Eric Valette    | Oliver Hein-MacDonald | 7 lipca 2013     | 30 września 2013     |
| 5   | 5   | Special Ops – Part 1          | Andy Wilson     | Rachel Anthony        | 14 lipca 2013    | 7 października 2013  |
| 6   | 6   | Special Ops – Part 2          | Andy Wilson     | Rachel Anthony        | 21 lipca 2013    | 14 października 2013 |
| 7   | 7   | The Animals                   | Philippe Haïm   | Christopher Smith     | 28 lipca 2013    | 21 października 2013 |
| 8   | 8   | Desperation & Desperados      | Daniel Percival | Edward Allen Bernero  | 11 sierpnia 2013 | 28 października 2013 |
| 9   | 9   | New Scars/Old Wounds – Part 1 | Hannu Salonen   | Edward Allen Bernero  | 18 sierpnia 2013 | 4 listopada 2013     |
| 10  | 10  | New Scars/Old Wounds – Part 2 | Eric Valette    | Edward Allen Bernero  | 18 sierpnia 2013 | 11 listopada 2013    |

## Sezon 2 (2014)
2 września 2013 roku, Sony Pictures Television (SPT) Networks (właściciel kanału AXN) zamówił drugi sezon serialu.
| Nr | #  | Tytuł                      | Reżyseria          | Scenariusz                              | Premiera         | Premiera AXN         |
| -- | -- | -------------------------- | ------------------ | --------------------------------------- | ---------------- | -------------------- |
| 11 | 1  | The Rescue                 | Xavier Gens        | Edward Allen Bernero                    | 15 sierpnia 2014 | 22 września 2014     |
| 12 | 2  | The Homecoming             | Michael Wenning    | Edward Allen Bernero                    | 15 sierpnia 2014 | 29 września 2014     |
| 13 | 3  | The Kill Zone              | Eric Valette       | Edward Allen Bernero, Christopher Smith | 15 sierpnia 2014 | 6 października 2014  |
| 14 | 4  | Everybody Will Know        | Philip John        | Oliver Hein-Macdonald                   | 15 sierpnia 2014 | 13 października 2014 |
| 15 | 5  | Home Is Where the Heart Is | Ben Bolt           | Edward Allen Bernero, Corinne Marrinan  | 15 sierpnia 2014 | 20 października 2014 |
| 16 | 6  | Freedom                    | Laurent Barès      | Clive Bradley                           | 15 sierpnia 2014 | 27 października 2014 |
| 17 | 7  | The Velvet Glove           | Kerric Macdonald   | Edward Allen Bernero, Corinne Marrinan  | 15 sierpnia 2014 | 3 listopada 2014     |
| 18 | 8  | Family Ties                | Diarmuid Lawrence  | Edward Allen Bernero                    | 15 sierpnia 2014 | 10 listopada 2014    |
| 19 | 9  | Truth and Consequences     | Stephen Woolfenden | Oliver Hein-Macdonald                   | 15 sierpnia 2014 | 17 listopada 2014    |
| 20 | 10 | The Long Way Home          | Xavier Gens        | Jason Bernero                           | 15 sierpnia 2014 | 24 listopada 2014    |
| 21 | 11 | The Team: Part One         | Bill Eagles        | Erika Harrison                          | 15 sierpnia 2014 | 8 grudnia 2014       |
| 22 | 12 | The Team: Part Two         | Xavier Gens        | Edward Allen Bernero                    | 15 sierpnia 2014 | 15 grudnia 2014      |

## Sezon 3 (2015)
22 lutego 2015 roku został zamówiony 3 sezon.